# Christian Vilhelm Bergh

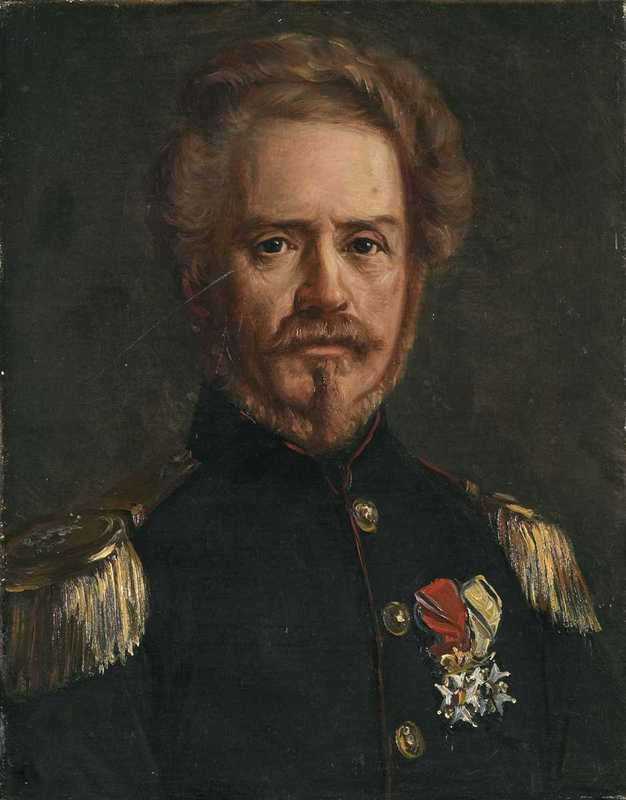
Christian Vilhelm Bergh.

Christian Vilhelm Bergh, född den 9 september 1814, död den 16 juli 1873, var en norsk vägbyggnadsingenjör.
Bergh blev officer 1833, kapten 1853 och major 1862 samt var från 1852 inrikesdepartementets assistent i vägbyggnadsangelägenheter eller, såsom denna befattning sedan kallades, vägdirektör. 
Under den tid Bergh som vägdirektör ledde byggandet av norska vägar, inlade han stora förtjänster, till vilkas hågkomst landets vägingenjörer har rest en stenpelare vid den gudbrandsdalska huvudvägen, något mer än 5 km från Lillehammer. 
Före Berghs tid ägde Norge intet annat vägnät än det, som åstadkommits i slutet av 1700- och början 1800-talet av främst Peder Anker. De smärre omläggningar av farliga vägstycken, vilka blivit verkställda under den mellanliggande tiden, hade – på två undantag när (Ljabruchaussén och Drivachaussén) - inte åstadkommit någon större förbättring, ehuru de var storslagna vittnesbörd om sin anläggares djärva genialitet. 
I detta hänseende bröt Bergh en ny bana genom att börja en ombyggnad av hela landets vägar, och när han nedlade sin verksamhet, var en stor del av Norge försedd med nya och tidsenliga vägar, som kunna mäta sig med de bästa utländska. 
Bland hans arbeten bör framför allt nämnas omläggningen av den stora vägen från Lillehammer, över Gudbrandsdalen, till Støren, vid Trondheim, med den därifrån utgående sidolinjen till Romsdalen.